# Philippe Michel

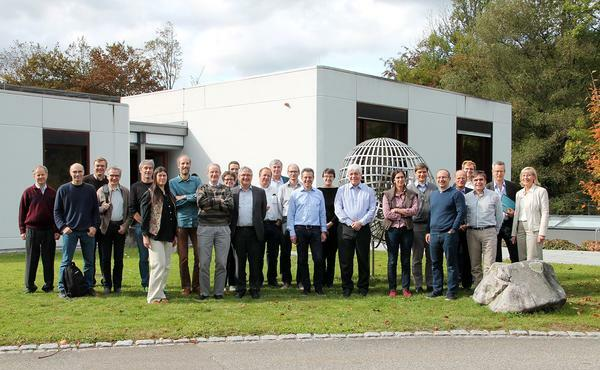
Philippe Michel, Oberwolfach 2016, 6. von rechts

Philippe Gabriel Michel (* 23. Januar 1969 in Lyon) ist ein französischer Mathematiker und Hochschullehrer an der  École Polytechnique Fédérale de Lausanne (EPFL).
Michel studierte ab 1989 an der École normale supérieure de Cachan mit dem Abschluss 1993 und wurde 1995 an der Universität Paris-Süd in Orsay bei Étienne Fouvry promoviert (Autour des conjectures de Sato-Tate).  Nach der Habilitation 1998 war er Professor an der Universität Montpellier und ab 2008 an der EPFL.
Er befasst sich mit analytischer Zahlentheorie (zum Beispiel Exponentialsummen, Siebmethoden), arithmetischer Geometrie, automorphen Funktionen und Darstellungen, L-Funktionen und Ergodentheorie in der Zahlentheorie.
2012 wurde er Fellow der American Mathematical Society und 2011 Mitglied der Academia Europaea. 2006 war er eingeladener Sprecher auf dem Internationalen Mathematikerkongress in Madrid (mit Akshay Venkatesh: Equidistribution, L-functions and ergodic theory: on some problems of Yu. V. Linnik). 1999 erhielt er den Peccot-Vimont-Preis und hielt den Cours Peccot am Collège de France. Er war 1999 bis 2004 Mitglied des Institut Universitaire de France. 2009 erhielt er einen ERC Advanced Grant.

## Schriften
- mit Emmanuel Kowalski, W. Sawin:  Bilinear sums of Kloosterman sums and applicationsm, Annals of Mathematics, Band 186, 2017.
- The subconvexity problem for Rankin-Selberg L functions and Equidistribution of Heegner points, Annals of Mathematics, Band 160, 2004, S. 185–236
- mit E. Kowalski, J. M. Vanderkam: Mollification of the fourth moment of automorphic L-functions and arithmetic applications, Inv. Math., Band 142, 2000, S. 95–151